# Baetis
Baetis – rodzaj owadów z rzędu jętek.

## Występowanie
Rodzaj jest szeroko rozpowszechniony.
Zasiedlają różne rodzaje strumieni, dobrze czując się w zarośniętych.

## Rozmnażanie
Larwy – nimfy – pływają w strumieniach.

## Gatunki
Rozróżnia się w nim następujące gatunki:
- Baetis alpinus Pictet, 1845
- Baetis alternata Say, 1824
- Baetis atrebatinus
- Baetis buceratus[2]
- Baetis calcaratus[2]
- Baetis digitatus[2]
- Baetis fuscatus[2]
- Baetis gemellus Eaton, 1885
- Baetis libenauae[2]
- Baetis muticus[2]
- Baetis niger
- Baetis rhodani[2]
- Baetis scambus[2]
- Baetis venustulus Eaton, 1885
- Baetis vernus[2]